# Sven Olov Lindholm
Sven Olov Knutsson Lindholm,  född 8 februari 1903 i Jönköping, död 26 april 1998 i Rönninge, Salems församling, var en av de mest framträdande ledarna inom nazismen i Sverige.

## Biografi
Efter realskoleexamen trädde Lindholm in vid militären, 1933 blev han furir i reserven på A9 i Stockholm. 1927 anslöt han sig till det nybildade Sveriges Fascistiska Kamporganisation (SFKO) som 1929 bytte namn till Nationalsocialistiska Folkpartiet (NSFP). 1930 gick NSFP ihop med Nysvenska folkförbundet (NSFF) och bildade Svenska Nationalsocialistiska Partiet (SNSP) under ledning av  Birger Furugård. Lindholm var redaktör för SNSP:s tidskrift Vår kamp.
Under valåret 1932 uppstod en ideologisk och personlig konflikt inom partiets ledning. En utbrytargrupp som leddes av Lindholm bildade 15 januari 1933 det nya Nationalsocialistiska Arbetarepartiet (NSAP), vilket snart blev det ledande svenska nazistpartiet. NSAP:s begränsade valframgångar kan delvis förklaras av dess unga medlemskader som ofta saknade rösträtt (rösträttsåldern var då 23 år).
Vid andrakammarvalen hösten 1932 kandiderade Lindholm som nationalsocialisternas främsta namn i Göteborg och erhöll över 6 000 röster. Redan 1938 bytte NSAP namn till Svensk socialistisk samling (SSS). Trots försöken att fjärna sig från den tyska nazismen till exempel genom att använda vasakärven istället för svastikan (hakkorset), förlorade partiet i stort sett allt sitt stöd under andra världskriget. SSS upplöstes med utgången av juni 1950.
Sven Olof Lindholm skrev i boken Svensk frihetskamp 1943 att folkväldet i själva verket var för litet folklig; statens maktbefogenheter bör vara total. ”Att statsmakten skall vara ’total’ innebär i själva verket att allting ska inriktas på ett gemensamt enhetligt mål samt att regeringen också har makten över kapitalintressena. Den som vill kan ju kalla detta för totalism eller diktatur men i själva verket är det inget annat än socialismen. 
Lindholm betraktades vara "en av Grönheims män", syftande på nazisten Arthur Grönheim som var av SS-Reichsführer Heinrich Himmler utsedd som nazitysk mellanhand till de nordiska nazistpartierna.
Lindholm var 1950 till 1962 gift med Vera Lindholm (född Schimanski), Vera gifte senare om sig med Nordiska Rikspartiets ledare Göran Assar Oredsson. Som Vera Oredsson blev hon känd som en ivrig förespråkare av nazistiska idéer.
Den 4 maj 1945, efter att Adolf Hitler begått självmord, publicerade Lindholm följande dödsruna:
| ”                                                             | ... Historien skrives av dem som segra. Följaktligen kommer Hitlers namn att gå till eftervärlden såsom världens störste krigsförbrytare kanske för en lång tid framåt. Men även segerherrarnas välde kommer en gång att störtas eller genomsyras av andra än dagens maktfyllda idéer, och så skall eftervärlden kunna döma mera objektivt om de män, som ledde världspolitiken under denna ödesdigra period. ... | „ |
| – Hillblad, Thorolf (2002). Rörelsen som dömdes ohörd. s. 40. | |   |

Lindholm skrev själv några böcker som propagerade för hans egen variant av nazismen eller var avsedda som ett försvar för denna. 
Lindholm var länge en hängiven — och till en början även okritisk — beundrare av Hitler och den tyska nationalsocialistiska rörelsen. I efterhand gjorde han försök att distansera sig och hävdade att han själv och närstående partivänner skulle ha stått på en självständig ideologisk grund. Under 1960-talet och senare deltog Lindholm i FNL-demonstrationer mot den sydvietnamesiska regeringen och dess bundsförvant USA under Vietnamkriget. Sympatierna för Fédération Nationale de Libération (FNL) förde honom på det praktiska planet samman med vänstergrupper. Politiskt sympatiserade han under denna tid med kommunisterna.
På 1970- och 1980-talen gjorde Lindholm uttalanden i svensk media där han förkastade sin forna antisemitism och Hitler-regimens brottsligheter. Han sade till Aftonbladet att han inte tror på sådan rasism längre då han anser det finnas goda och dåliga personer inom alla olika raser.